# Günther Landgraf
Günther Landgraf (14. září 1928 Kryry – 12. ledna 2006 Drážďany) patřil k největším fyzikům 20. století. V letech 1990–1994 působil jako rektor Technické univerzity Drážďany.